# У.А.С.П.
W.A.S.P. (произнася се най-близко до Уасп) е метъл-група в Лос Анджелис, САЩ, сформирана през 1982 г.
Групата става много популярна благодарение поведението на своите музиканти, сексистката лирика, а в ранните години на своето съществуване включвали елементи на софт-порно и садомазохизъм. Това поведение провокирало няколко съдебни иска, които групата печели.
Понастоящем групата продължава да издава албуми и гастролира, но не използва шокиращите елементи на шоу в сценичното си поведение, характерно за ранния им период. Единствения член останал от първоначалния състав на групата е китаристът и вокал Блеки Лоулес (Blackie Lawless).

## Име на групата
Често се задава въпросът, какво означава абревиатурата W.A.S.P. Самата абревиатура, произнесена като дума, означава оса (на английски: wasp – оса).
В интервю от 80-те години групата обяснява, че името означава „Ние сме сексуално извратени“ (англ. „We Are Sexual Perverts“). Не става ясно дали това е официално изявление или просто шокиращо изказване. Надписът „We Are Sexual Perverts“ се появява на корицата на техния първи албум, близо до заглавието.
За времето, през което съществуват се появяват още много тълкувания. Някои от тях са: "Ние сме толкова перфектни („We Are So Perfect“), „ние сме хора на сатаната“ или дори „ние сме проповедници на сатаната“. Други хора смятат, че оригиналният израз е „Бели англосаксонски протестанти“ (White Anglo-Saxon Protestants). В едно интервю, отклонявайки се от правилния отговор на въпроса, откъде произлиза името на групата, Блеки Лоулес отговоря „Ние не сме сигурни, приятел“ (англ. „We ain't sure, pal“).
Блеки Лоулес разказва и друга история за произхода на името. Според него, докато той и негов приятел се разхождали в двора и се чудели за име на групата, забелязали гнездо на оси под едно дърво – така решили да назоват групата WASP (оса). Групата впоследствие решила да добави точки между всяка буква, за да прави името по-силно впечатление на хората.
Рок феновете са измислили подобни предположения и за името на групата Kiss.

## История
W.A.S.P. се сформира в Лос Анджелис, Калифорния, първоначално се състои от Блеки Лоулес, Рик Фокс, Ранди Пайпър и Тони Ричардс. Дебютният сингъл на групата е озаглавен Animal (Fuck like a beast). Първоначалният състав на групата не се задържа дълго, тъй като Рик Фокс напуска групата, за да се присъединява към групата „Стийлър“ (STEELER). Първият албум на групата се казва W.A.S.P. и излиза през 1984 г., като в него са хитовете I Wanna Be Somebody, L.O.V.E. Machine и вечната балада Sleeping In The Fire. Групата изнася много концерти, в които преобладават шок-елементите, а един от тях (Live At Lyceum) е издаден. През 1985 г., на 9 ноември излиза албумът The Last Command, който става изключително популярен най-вече с песните си Wild Child и Blind in Texas (и двете клипирани). Не след дълго обаче Ранди Пайпър напуска групата, а Блеки Лоулес от басист решава да стане ритъм-китарист. На негово място идва Джони Род. В този състав групата издава на 8 ноември 1986 г. албума Inside The Electric Circus, за който Блеки твърди, че „това е запис на една изтощена банда“. Въпреки самокритиката на Блеки (който е всеизвестен перфекционист), албумът се продава добре и има своите хитове. През същата година започва битката на групата с Parents Music Resource Center, който има за цел да спре продажбата на хевиметъл групите и цензурира доста от бандите, като W.A.S.P. е една от основните „жертви“. Блеки казва: „Нещата ставаха все по-зле, получавал съм бомбени заплахи, а накрая два пъти стреляха по мен“. Стига се до няколко съдебни процеса, които групата печели.
На следващата година групата издава един концертен албум (Live...In The Raw), който е практически края на шок-ерата на бандата. След турнето барабаниста Стив Райли напуска, като на негово място идва Франки Банали. Следва по-дълга почивка, поискана от Блеки, за да може да събере достатъчно качествен и изпипан материал за новия албум, след което групата влиза в студиото, за да запише албумът, „променил ме като личност“ – The Headless Children. Той излиза на 15 април 1989 г. и се оказва най-продавания албум на W.A.S.P.. От този албум по-големи хитове са песните The Headless Children, The Real Me(кавър на The Who), баладата Forever Free и др. Това е и първият албум без шок или сексистки текстове. През август същата година обаче Крис Холмс напуска групата, като според Блеки го е направил, за да обръща повече внимание на бъдещата си съпруга Лита Форд.
Следва почивка, като през това време Блеки работи върху концептуалната рок-опера, наречена The Crimson Idol, но неговите намерения са да издаде този албум като самостоятелен, а не чрез името W.A.S.P.. Под натиска на феновете обаче този албум се появява под името на групата и на 8 юни 1992 г. е издаден официално. Това е албумът на групата, достигнал до най-високо място в класациите. В албума се говори за момче, наречено Джонатан Стийл, което е готово на всичко, само и само да стане рок-звезда. Следва голямо турне, като групата свири и на фестивала в Дънингтън същата година пред 180 000 души. Турнето продължава доста дълго и поради това следващият албум се забавя. В крайна сметка той излиза през юни 1995 г. и се казва Still Not Black Enough. Албумът и като стил, и като концепция, и като звучене е продължение на The Crimson Idol, но няма същия успех като предшественика си.
В началото на 1996 г. в състава се завръща Крис Холмс, като тази промяна е приета радушно от феновете на групата. През 1997 г. излиза албумът Kill Fuck Die – един дълбокомислен и изключително мрачен албум с малко по-нестандартен стил. Тук има доста индъстриъл звучене, но доста от песните след това са изпълнявани на живо. На следващата година излиза двойният концертен албум Double Live Assassins, като в него са включени предимно песни от новия албум. В този период може да се каже, че групата се завръща поне малко към своите шок концерти. През 1999 г. излиза албумът Helldorado, но този албум няма голям успех сред феновете, които не одобряват новото звучене и поведение на Блеки на вокалите. Може да се каже, че това е най-критикуваният албум на W.A.S.P.. През 2000 г. излиза още един концертен албум, който се казва The Sting. Издаден е както на CD, така и на DVD, обаче Блеки не е доволен от качеството на материала и заявява, че това е издадено против неговата воля. Бандата продължава напред с издаването на следващия албум – Unholy Terror. Албумът показва завръщане към класическия стил на групата, но след издаването му Крис Холмс отново напуска, „за да свири блус“. Холмс се присъединява към бившия член на бандата Ранди Пайпър в неговата група Animal.
През 2002 г. излиза албумът Dying For The World, който е записан за около 6 месеца, което е доста необичайно предвид факта, че Блеки е перфекционист и подготвя по-дълго време всеки един от албумите си. Този албум е посветен на атентатите на 11 септември 2001 г. и неговата позиция относно трагедията. Това е и първият албум, който е с новия китарист Даръл Робъртс. През април 2004 г. излиза първата част от концептуалния албум The Neon God: Part 1 – The Rise, а втората част се казва The Neon God: Part 2 – The Demise. Темата и на двете части е момче, което е невинна жертва, изолирано и изоставено, подложено на страдания. Момче, което задава въпроси... Албум с много тежък и завладяващ сюжет. В много интервюта за този албум Блеки заявява, че съжалява за това, че го е издал двоен, чувства излишни доста неща, но просто историята е станала прекалено сложна и голяма.

## Състав
| Сегашни членове - Блеки Лоулес – вокали, китара, бас, барабани, клавиши (1982– ) - Дъг Блеър – китара (1992; 2001; 2006– ) - Майк Дюда – бас китара (1995– ) - Майк Дъпки – барабани (2006 – 2015) |  | Предишни членове - Ранди Пайпър – китара (1982 – 1986) - Тони Ричърдс – барабани (1982 – 1984) - Рик Фокс – бас (1982) - Крис Холмс – китара (1983 – 1990; 1996 – 2001) - Стиви Райли – барабани (1984 – 1987) - Джони Род – бас (1986 – 1989; 1992 – 1993) - Кели Мартела – барабани (1988 – 1989) - Франки Банали – барабани (1989 – 1990; 1992; 1995; 2001; 2004) - Стет Хаулънд – барабани (1991 – 2005) - Боб Кулик – китара (1991 – 1995) - Даръл Робъртс – китара (2001 – 2006) - Джереми Спенсър – барабани (2005) - Марк Зейвън – китара (2006) |

## Дискография

### Студийни албуми
- Face the Attack (1982, демо запис)
- W.A.S.P. (17 август 1984)
- The Last Command (9 ноември 1985)
- Inside the Electric Circus (8 ноември 1986)
- The Headless Children (15 април 1989)
- The Crimson Idol (8 юни 1992)
- Still Not Black Enough (1995)
- Kill Fuck Die (1997)
- Helldorado (1999)
- Unholy Terror (2001)
- Dying for the World (2002)
- The Neon God: Part 1 – The Rise (2004)
- The Neon God: Part 2 – The Demise (2004)
- Dominator (2007)
- Babylon (2009)
- Golgotha (2015)

### Концертни албуми
- Live...In the Raw (27 ноември 1987)
- Double Live Assassins (1998)
- The Sting (2000)
- Live...Animal (EP) (27 ноември 1987)

### Сборни албуми
- First Blood... Last Cuts (1993)
- The Best of the Best: 1984 – 2000, Vol. 1 (2000)

## W.A.S.P. в България
На 30 ноември 2004 г. W.A.S.P. свирят пред 5000 екзалтирани фена в зала „Христо Ботев“ в София. Факт е, че отвън остават още 2000 фена, които просто не успяват да влязат заради капацитета на залата. Подгряващи групи са българските банди SJK и „Sheky & The Bloody Boys“.
На 6 септември 2006 г. W.A.S.P. пристигат за втори път в България за съвместно турне с легендарната сръбска група Riblja Corba. Блеки Лоулес навършва 50 години и посреща рождения си ден на борда на самолета, с който пристига групата. Концертът в Каварна е и първият от европейското им турне.
На 11 май 2008 г. W.A.S.P. изнасят страхотен концерт в центъра на град Ловеч по случай празника на града и продължава усилено на бис още много песни пред своите почитатели. Подгряваща група е „Solaris“ от България.
На 17 ноември 2009 W.A.S.P. изнасят 4-ти пореден концерт в София – зала „Христо Ботев“ в Студентски град. Новият им албум „Babylon“, който излиза месец преди това е причина за срещата им с българските им фенове. Подгряващата група е Sheky & The Bloodrain.
На 27 октомври 2010 W.A.S.P. идват в България като част от турнето Return to Babylon Tour. Концертът е в зала „Фестивална“.
На 2 юни 2012 г. W.A.S.P. изнасят поредния си концерт в София, в парк летище София – до Терминал 2. Участието им е част от организирания от Loud Concerts фест – Loud Festival. Групите, с които делят сцената, са Tristania, Lacuna Coil, Behemoth и Symphony X.
На 4 август 2014 г. W.A.S.P. изнасят концерт в Бургас, в летния театър. Подгряват им Аналгин и италианската група Scala Mercalli.
На 12 юли 2025г. W.A.S.P изнасят концерт в долината на виното на ,,Midalidare rock in the wine valley" .Като делят сцената с Manowar,Alice Cooper,DORO,H.E.A.T,Floor Jansen и много други.